# 啟基學校（港島）
啟基學校（港島）（英語：Chan's Creative School (Hong Kong Island)），位於香港東區北角馬寶道，原名北角街坊會陳維周夫人紀念學校，於2009年改為現有名稱。該校為男女津貼小學，於1967年創校。現任校長為鄭惠琪。校園佔地約1462平方米。2007年7月成立校友會。

## 校政管理
歷任校監（北角街坊會陳維周夫人紀念學校）
- 陳樹渠 先生[2]
- 陳麗玲 女士[3]

歷任校監（啟基學校（港島））
- 馬偉雄 先生

歷任校長（北角街坊會陳維周夫人紀念學校）
- 曾繁光 先生（上午校）[2][3][4]
- 袁天行 先生（下午校）[2]
- 2001年至？：容馬珊兒[5]
- 盧均鵬 先生（下午校）[6]
- 吳子雷 先生[7]

歷任校長（啟基學校（港島））
- 鄭惠琪 女士

## 辦學宗旨
辦學宗旨為發揚「禮、義、廉、恥」四維精神，尊親崇孝，教育學生「立好志、讀好書、學好人、做好事」。培育品學兼優、奉公守法、以貢獻社會、服務人群為己任的良好公民。推動全人教育，讓學生在五育各方面有均衡的發展。

## 校舍
啟基學校（港島）校舍樓高六層，分別設有：
- 24間教室
- 2間教員室
- 禮堂
- 操場
- 圖書館
- 校務處
- 校長室
- 3所男洗手間
- 3所女洗手間
- 英文室
- 中文室
- 數學常識室
- 電腦室
- 視藝室
- 音樂室
- 創意科技室
- 輔導室
- 會議室

## 架構

### 班級結構
學生需修讀下列科目：
- 中國語文
- English
- 數學
- 常識
- 普通話
- 視覺藝術
- 電腦資訊科技
- 音樂
- 體育

## 著名/傑出校友
北角街坊會陳維周夫人紀念學校舊生
- 林憶蓮（1978年）：香港女藝人
- 林芊妤（2002年）：香港女演員[8]
- 伍甄琪（2000年）：香港商業電台節目主持
- 因葵（1977年）：香港著名填詞人
- 林司聰（1971年上午校）：香港女配音員[9]

## 外部連結
- 啟基學校 (港島)（页面存档备份，存于）

22°17′31″N 114°12′10″E / 22.2920414°N 114.2027799°E